# Партия на обединените демократи на Македония
Партия на обединените демократи на Македония (на македонска литературна норма: Партија на обединети демократи на Македонија) е политическа партия в Северна Македония, основана на 12 юли 2008 година. Неин председател е Живко Янкуловски.

## Резултати
На парламентарните избори през 2011 година партията получава 4395 гласа, или 0,39 %.